# Konvergenzzone (Schall)
Die Konvergenzzone ist ein physikalisches Phänomen der Schallausbreitung unter Wasser. Schall breitet sich im Wasser in alle Richtungen aus. Schall, der in die Tiefe dringt, wird durch Wassertemperatur und -druck zu einer Serie von Kurven abgelenkt, die sich bis zur Oberfläche und anschließend wieder nach unten krümmen (ähnlich der Lichtbrechung). Dadurch kommt es vor, dass U-Boote sich zum Teil selbst orten (allerdings weit von der derzeitigen Position entfernt) bzw. das Sonar Objekte falsch anzeigt.
In der Meteorologie hat Konvergenzzone jedoch auch eine andere Bedeutung.